# 五嶽三尖一奇
五嶽三尖一奇是臺灣百岳中九座高山的合稱，按照其傳說、山勢、山容等特徵分為三類。「五嶽」的說法最早期源自台灣日治時期時臺灣山岳會的排名，「三尖」、「一奇」之稱則源於戰後1970年代起岳界所盛行的「五嶽三尖一奇」登山運動。

## 歷史
日治時臺灣山岳會會刊《台灣山岳》於1927年4月發行的創刊號中，登載了伊藤太右衛門效仿中國五嶽與日本京都的五山所主張的「臺灣之五嶽」（日语：台灣の五岳）：新高山、次高山、南湖大山、大霸尖山、大武山，自此臺灣五嶽之稱便一直延用至戰後。依照當時的高度測量計算，新高山（3,950公尺）、次高山（3,931公尺）、秀姑巒山（3,833公尺）、馬博拉斯山（3,806公尺）、南湖大山（3,797公尺）都比日本內地的最高峰富士山高，其中秀姑巒山與馬博拉斯山則因為山路較為僻遠，不被列入五嶽名單之中，而是另選了山容奇特且因「聖稜線」縱走而被臺灣山岳會特別屬意的大霸尖山，以及臺灣最南端的3,000公尺以上高峰大武山，五座山岳皆氣勢磅礡、雄霸一方。
1966年5月，陳瑞幸、林正雄、邢天正等合著的《臺灣省高山簡記》出版，其中包含了對於臺灣五嶽的記載，同年中華全國體育協進會山岳委員會總幹事蔡禮樂等人倡導成立「五嶽俱樂部」，為完成攀登五嶽者頒發獎狀與證書，再度引起攀登臺灣山岳會所訂定之五嶽的熱潮。
1970年代，岳界開始流傳百岳中「五嶽三尖」的合稱，此時的大霸尖山與中央尖山、尖山另列名為「三尖」，五嶽的空缺則由秀姑巒山遞補，而奇萊主山北峰則因為山勢險峻、山難頻傳，而有「高山一奇」、「一怪」之稱。1980年，林淵霖出版高山遊記《五嶽三尖一奇》一書，1981年，台北市登山會成立「五嶽三尖俱樂部」。此新版本的「五嶽」與「三尖一奇」被邢天正著作所引用，加上中華民國健行登山會所訂定的高山一覽表也沿用此名單，於是「五嶽三尖一奇」的稱號獲得岳界公認，流傳至今:下冊42頁。
2016年，為了推廣小百岳登山活動，也效仿百岳，選定屬於小百岳的「五嶽三尖一奇」：
- 小百岳五嶽：中嶽大塔山、北嶽七星山、南嶽里龍山、東嶽都蘭山、西嶽雲嘉大尖山
- 小百岳三尖：北尖汐止大尖山、中尖後尖山、南尖竹子尖山
- 小百岳一奇：火炎山

## 五嶽
| 山名            | 高度(公尺) | 位置                                               | 山脈              | 別稱                       | 圖片 |
| --------------- | ---------- | -------------------------------------------------- | ----------------- | -------------------------- | ---- |
| 玉山 (中嶽)     | 3952       | 南投縣（最高峰） 嘉義縣（最高峰） 高雄市（最高峰） | 玉山山脈 玉山山塊 | 新高山、摩里遜山           |      |
| 雪山 (西嶽)     | 3886       | 苗栗縣（最高峰） 臺中市（最高峰）                  | 雪山山脈 雪山山彙 | 次高山、西魯維亞山、興隆山 |      |
| 秀姑巒山 (東嶽) | 3826       | 南投縣 花蓮縣（最高峰）                            | 中央山脈 關山山塊 | 馬霍拉斯山                 |      |
| 南湖大山 (北嶽) | 3742       | 臺中市                                             | 中央山脈 南湖山塊 |                            |      |
| 北大武山 (南嶽) | 3092       | 屏東縣（最高峰） 台東縣                            | 中央山脈 大武地壘 | 大武山                     |      |

## 三尖
| 山名            | 高度(公尺)        | 位置                    | 山脈              | 別稱   | 圖片 |
| --------------- | ----------------- | ----------------------- | ----------------- | ------ | ---- |
| 中央尖山 (中尖) | 3705 （新測3698） | 臺中市 花蓮縣           | 中央山脈 南湖山塊 |        |      |
| 大霸尖山 (北尖) | 3492              | 新竹縣（最高峰） 苗栗縣 | 雪山山脈 雪山山彙 | 酒桶山 |      |
| 達芬尖山 (南尖) | 3208              | 南投縣 高雄市 花蓮縣    | 中央山脈 關山山塊 | 尖山   |      |

## 一奇
| 山名     | 高度(公尺) | 位置   | 山脈              | 別稱 | 圖片 |
| -------- | ---------- | ------ | ----------------- | ---- | ---- |
| 奇萊北峰 | 3607       | 花蓮縣 | 中央山脈 南湖山塊 |      |      |